# Llamada de grupo
La llamada de grupo o llamada grupal es una característica del servicio de conmutación de estaciones de radio y redes de telefonía móvil, similar a la función multicast en el protocolo de internet.En una llamada de grupo, se selecciona y se llama a un grupo de participantes con los que un participante quiere comunicarse. Una vez establecida la conexión multipunto, la mayoría de los servicios sólo pueden comunicarse en semidúplex : una persona habla, todos los demás escuchan.

## Uso
Esto puede ser tanto en comunicación de voz como en comunicación de datos. Las llamadas de grupo son posibles en la radio profesional, en el sistema TRS, así como en las redes de buscapersonas y en la red GSM, en la que las llamadas de grupo pueden ser compartidas en fulldúplex, permitiendo que todos los miembros del grupo hablen y escuchen simultáneamente. Estas llamadas de grupo en fulldúplex se suelen realizar utilizando VoIP (Voice over Internet Protocol).

## Multicast en GSM
En el entorno GSM, el multicast se utiliza para optimizar la transmisión de datos y voz a múltiples usuarios. El multicast en GSM permite que un único flujo de datos sea enviado desde una estación base a múltiples dispositivos móviles dentro de su área de cobertura. Esto se logra utilizando direcciones IP multicast, que permiten que los datos sean recibidos solo por los dispositivos que están configurados para escuchar en esa dirección específica.
El uso de multicast en GSM es especialmente útil para servicios como las llamadas de grupo y la transmisión de mensajes de emergencia, donde la misma información necesita ser distribuida a varios usuarios simultáneamente. Al utilizar multicast, se reduce significativamente el ancho de banda necesario en comparación con el envío de datos de manera individual a cada usuario (unicast).

## Multicast en Internet
El multicast es un método de transmisión de datos en redes IP que permite enviar un único flujo de datos a múltiples destinatarios simultáneamente. A diferencia del unicast, donde los datos se envían de un emisor a un receptor, el multicast permite una comunicación eficiente desde un punto a múltiples puntos, utilizando una dirección IP multicast para enviar el flujo de datos a todo el grupo. Este método es ampliamente utilizado en aplicaciones como la transmisión de video en directo, videoconferencias y otros servicios que requieren la distribución de datos a múltiples usuarios de manera simultánea.